# Donald Smith (Jazzmusiker)
Donald Smith (* 4. September 1943  in Richmond, Virginia; † 9. April 2022 in der Bronx, New York City) war ein US-amerikanischer Jazzpianist (auch Orgel, Flöte, Gesang).

## Leben und Wirken
Donald Smith studierte nach seinem Schulbesuch in Richmond Musik an der University of Illinois at Urbana-Champaign. Dort trat er als Organist und Flötist with in der Tony Zamora Territorial Band auf. Er ist der jüngere Brüder von Lonnie Liston Smith, in dessen Band The Cosmic Echoes er Mitglied war. Im Laufe seiner Karriere arbeitete er u. a. mit Art Blakey, Rahsaan Roland Kirk, Benny Carter, Archie Shepp, Dizzy Gillespie, Jackie McLean, Leon Thomas, Pharoah Sanders, Chico Freeman, Andrew Cyrille und der Thad-Jones-Mel Lewis Big Band, außerdem mit Vokalisten wie Gloria Lynne, Tulivu-Donna Cumberbatch, Fontella Bass und Mansur Scott. 1976 nahm Smith unter eigenem Namen mit Cecil McBee und Jack DeJohnette das Album Luv für das Label Whynot auf. Zu hören ist er außerdem auf Aufnahmen von Lester Bowie (The Great Pretender, 1981), Oliver Lake (Prophet, 1980), Craig Harris (Black Bone, 1983) und zuletzt mit Gregory Porter (Great Voices of Harlem, 2014). In seinen späteren Jahren trat er häufig im New Yorker Jazzclub St. Nick’s Pub auf, 2007 mit Frank Lacy und Salim Washington.
Donald Smith ist nicht mit dem Stan-Kenton-Trompeter Don Smith zu verwechseln.